# Arctia bejarana
Arctia bejarana là một loài bướm đêm thuộc phân họ Arctiinae, họ Erebidae.